# Koldo Mitxelena
Koldo Mitxelena, född 1915 i Errenteria, död 11 oktober 1987 i Donostia-San Sebastián, var en baskisk lingvist som bidrog till utformandet av den moderna baskiska ortografin, euskara batua. Han undervisade vid Baskiens universitet och var ledamot i Euskaltzaindia, den kungliga akademien för baskiska språket. Han gick även under namnen Luis Michelena och Koldobika Mitxelena.

## Biografi
Under spanska inbördeskriget var Mitxelena medlem i Euzko Gudarostea, den baskiska armé som slogs på republikens sida. Mitxelena tillfångatogs och dömdes till döden av falangisterna 1937, men domen omvandlades senare till 30 års fängelse. Han släpptes dock 1943, efter drygt fem år i fångenskap.

## Utgivna verk
- Apellidos vascos ("Baskiska efternamn"), 1955.
- Historia de la literatura vasca ("Den baskiska litteraturens historia"), 1960.
- Fonética histórica vasca ("Den baskiska fonologins historia"), 1961.
- Lenguas y protolenguas ("Språk och urspråk"), 1963.
- Textos arcaicos vascos ("Gamla baskiska texter"), 1964.
- Sobre el pasado de la lengua vasca ("Om det baskiska språkets förflutna"), 1964.

1988 gavs hans samlade verk ut på baskiska, Koldo Mitxelena: Euskal idazlan guztiak. Ett urval av hans texter översatta till engelska utgavs 2008 av Center for Basque Studies vid Nevadas universitet i Reno, Koldo Mitxelena: Selected Writings of a Basque Scholar (red. Pello Salaburo).